# Vierte Wand
Die vierte Wand ist die zum Publikum hin offene Seite einer Zimmerdekoration auf einer Guckkastenbühne, also eine nur imaginäre Wand. Sie wurde zum zentralen Begriff in der Theorie des naturalistischen Theaters gegen Ende des 19. Jahrhunderts.

## Erklärung
Innerhalb einer Bühnenhandlung existiert scheinbar eine vierte Wand (die zum Publikum gerichtete Seite stellt quasi  eine vierte Wand dar), weil die Darsteller sie im Spiel als vorhanden beachten, sie aber nicht durchschreiten und mit dem Publikum nicht in Interaktion treten. Ein Schauspieler kann jedoch aus der Rolle fallen und in dieser Weise die vierte Wand durchbrechen – etwa, indem er auf Beifalls- oder Missfallenskundgebungen aus dem Publikum eingeht.

## Geschichte
Im Theater der griechischen Antike stehen die Personen der Handlung oft im Zwiegespräch mit dem Chor, der eine Mittelstellung zwischen ihnen und dem Publikum einnimmt. Eine scharfe Trennung zwischen dem „Hier und Jetzt“ der Aufführungssituation und der aufgeführten Handlung wird damit grundsätzlich vermieden.
Dies änderte sich in der Neuzeit zunächst nicht grundsätzlich: In Francis Beaumonts Drama The Knight of the Burning Pestle (1607) etwa hört man drei Zuschauer beständig in die Szene rufen und von den Schauspielern Änderungen am Stück fordern, oft mit lächerlichen Resultaten. Im spanischen und englischen Theater der Renaissance sowie im volkstümlichen Barocktheater (das zur Zeit der Romantik etwa von Ludwig Tieck wieder aufgegriffen wurde) wird mit verschiedenen Fiktionsebenen oder mit Rahmenhandlungen gespielt, die sich mit ihren Binnenhandlungen vermischen. Die Abgrenzung zwischen diesen Ebenen wird nie ernsthaft zur „Wand“.
Das „geschlossene Drama“ der französischen Klassik vermied erstmals solche Illusionsbrüche, unter anderem durch eine klare Trennung zwischen Bühne und Zuschauerraum. Dennoch blieb es eine Gewohnheit der Schauspieler, insbesondere im Unterhaltungstheater, zum Publikum zu spielen und dabei aus der Handlung herauszutreten, wie beim Extempore oder beim A-part-Sprechen.
Denis Diderot verurteilte im Jahr 1758 das A-part-Sprechen als verbreitete Unsitte und Unehrlichkeit der Schauspieler und forderte: „Stellen Sie sich am Vorderrand der Bühne eine große Mauer vor, die Sie vom Parterre trennt, und spielen Sie so, als würde sich diese Wand nicht wegbewegen.“ (Discours sur la poésie dramatique.)
Voraussetzung für die moderne, naturalistische Vorstellung einer vierten Wand, die im 19. Jahrhundert aufkam, ist der bereitwillige Glaube an etwas offensichtlich Fiktives, der von dem englischen Dichter Samuel Taylor Coleridge 1817 „willentliche Aussetzung der Ungläubigkeit“ genannt wurde. Die gemeinsame Imagination sollte nicht mehr bloß nichtig und vergänglich sein (Vanitas). Damit werden Brechungen der vereinbarten Illusion zu einem Verstoß gegen gesellschaftliche „Rahmen“ (im Sinn des Soziologen Erving Goffman).
So wird auch eine „Selbstvergessenheit“ der Autoren und Schauspieler akzeptiert oder gar gefordert: Der Theaterautor Gerhart Hauptmann erklärte etwa, dass er sein Stück Vor Sonnenaufgang (1889) verfasst habe, „ohne an das Publikum nur zu denken, als ob die Bühne nicht drei, sondern vier Wände hätte.“ Der französische Dramatiker und Kritiker Jean Jullien bezeichnete im Jahr 1892 die vierte Wand als eine Mauer, die für das Publikum transparent und für die Schauspieler undurchsichtig sei. Auch die Dramatiker August Strindberg und Henrik Ibsen haben sich in diese Richtung geäußert. Die Schauspielmethodik von Konstantin Sergejewitsch Stanislawski forderte von den Schauspielern eine weitgehende Unabhängigkeit von Zuschauerreaktionen.
Im Zuge der Kritik am Naturalismus nach 1900 wurde die Konzeption der undurchlässigen, aber inexistenten vierten Wand oft angegriffen, so etwa von Wsewolod Meyerhold und Bertolt Brecht (vgl. Verfremdungseffekt). Nicht zuletzt, weil die vierte Wand im Film erheblich effektvoller wirkt, da die Leinwand eine undurchdringlichere Grenze ist als die Bühnenrampe, besann sich das Theater wieder auf Möglichkeiten der Interaktion der Darsteller mit dem Publikum. Walter Benjamin erklärte demgemäß, dass durch die vierte Wand eine Bühnenhandlung zur „Projektion“ werde, und deutete damit das naturalistische Theater als Vorläufer des Films.

## Durchbrechung der vierten Wand – narrative Metalepse
Während die vierte Wand im Theater eine eher offensichtliche Fiktion ist, wird sie im Roman, im Film oder bei Computerspielen vom Leser/Betrachter/Spieler oftmals als unabänderliche Realität empfunden.

### Technische Konventionen
Ein Bruch mit Konventionen wird stets als Auflösung der vierten Wand erfahren, auch wenn diese Konventionen technischer Natur sind. Dies ist der Fall bei jeder virtuellen Realität: Wenn die starre Fotografie zum Film wird, wenn Stummfilm zu Tonfilm oder Schwarzweißfilm zu Farbfilm werden, wenn zu den zwei Dimensionen des Bildes die Dimension des Raumes hinzutritt, wenn sich ein ungerührt ablaufender Film plötzlich durch den Zuschauer beeinflussen lässt wie in einem Computerspiel – immer scheint das Dargestellte durch diese perfektionierte Technik „realistischer“ zu werden, aus dem Rahmen eines bloß Vorgeführten in die Wirklichkeit herauszutreten – bis man sich wiederum an die neuen Konventionen gewöhnt hat.
Eine immer realistischere Darstellung unter der Voraussetzung, dass alles Täuschung bleibt, ist bereits Ziel der Vanitas-Stillleben des 17. Jahrhunderts. Die Vanitas besteht darin, dass die vierte Wand zwischen Betrachter und Dargestelltem bestehen bleibt. Die zahlreichen Allegorien der fünf Sinne auf den Gemälden jener Zeit haben es an sich, dass man die Musik der gemalten Musikanten geradezu hören kann, den Geruch des gemalten Essens geradezu riechen kann, die Weichheit des gemalten Fells geradezu spüren kann – aber doch bloß geradezu.

### Dramaturgische und filmische Konventionen
Eine Figur im Roman oder im Film kann ihre Zuschauer nicht persönlich ansehen und ansprechen, wie es Schauspielern auf der Bühne grundsätzlich möglich wäre. Daher ist es in diesen Medien ein besonders wirkungsvoller Effekt, wenn etwa eine Figur aus der Handlung ausbricht und den für sie nicht sichtbaren Zuschauer vor der Leinwand direkt anspricht. Dieser Kunstgriff wird vor allem für komische und für Horror-Effekte eingesetzt. Er kann auch ein Stilmittel von Krimis sein, wenn etwa der Leser oder Zuschauer um Mithilfe bei der Lösung des Falls gebeten wird. Der Soziologe Erving Goffman hat ihn Downkeying genannt (Frame Analysis, 1974).
Ebenfalls ein Bruch mit Konventionen ist es, wenn die fiktiven Personen entdecken, dass sie nur Teil einer fiktiven Welt sind, wie etwa in Woody Allens The Purple Rose of Cairo, um sich dann an den Zuschauer zu wenden beziehungsweise aus ihrer Welt auszubrechen. Der Ausbruch aus einer zugemuteten Theaterrolle oder sozialen Rolle wird als Bruch mit der vierten Wand verstanden (vgl. Emanzipation).
Dem Theater ähnlicher ist der direkte Blick in die Kamera wie in vielen Seifenopern im Fernsehen, wenn etwa eine Szene mit einem Zwinkern zum Publikum hin beendet wird. Ebenso gibt es die Möglichkeit, statt mit einer erklärenden Off-Stimme die Handlung mit einer erklärenden Zwischenszene voranzubringen, in der der Zuschauer direkt angesprochen wird, wie es gelegentlich durch den Protagonisten von Magnum oder Malcolm mittendrin geschieht. Beim Fernsehen werden weitere Konzepte zur Zuschauerbeteiligung im Sinne des interaktiven Fernsehens erprobt, die sich mit der Digitalisierung verbreiten sollen. – Die vierte Wand bleibt insofern bestehen, als eine öffentliche Äußerung nur in Grenzen persönlich gemeint sein kann. Die persönliche Mitteilung statt der öffentlichen ist ein gängiger dramaturgischer Trick, um die vierte Wand scheinbar zu durchbrechen: Ein Beispiel ist die Hauptfigur Jamal im Film Slumdog Millionär, die den Telefonjoker im Millionenspiel wählt, um eine private Unterhaltung zu führen. Die Serie Boston Legal durchbricht die vierte Wand regelmäßig. In einer Episode der dritten Staffel nimmt eine der Hauptfiguren, Denny Crane, sogar den Namen der Serie in den Mund. Ähnlich konsequent verfährt die Serie House of Cards, in der der Protagonist Francis Underwood regelmäßig direkt in die Kamera blickt und mit dem Publikum „interagiert“.
In der amerikanischen Serie Das Model und der Schnüffler wird davon in fast jeder Folge Gebrauch gemacht. So laufen die Protagonisten in einer Szene auf der Flucht vor einem bewaffneten Killer aus dem Bühnenbild und finden sich im Aufnahmestudio wieder. Oder in der letzten Folge, Totale Mondfinsternis (Lunar Eclipse), wird den Protagonisten von einem Mitarbeiter des Senders mitgeteilt, dass dies die letzte Folge sei und die Serie eingestellt werde.
Ein Durchbrechen der vierten Wand kann auch selbstironische Wirkung haben und zum konstitutiven Element des Humors einer Produktion werden. Typisch hierfür ist der Humor der Sketchserie Monty Python’s Flying Circus, in der Sketche beispielsweise ohne Schlusspointe beendet werden, indem ein Colonel (gespielt von Graham Chapman) auftritt und erklärt, dass der Sketch zu dämlich sei.
Ein durchgängiges Beispiel des Durchbruchs der vierten Wand ist im Film High Fidelity zu sehen, in dem Rob Gordon, seines Zeichens Plattenladenbesitzer, – im Monolog direkt in die Kamera an den Zuschauer gewandt – seine Lebens- und vor allem Liebesgeschichte erzählt. Der Film Kill Bill – Volume 2 zeigt im Vorspann eine Schwarzweiß-Szene, in der die Hauptfigur Beatrix Kiddo im offenen Cabriolet fährt. Sie erklärt, direkt in die Kamera blickend, dass ihre Rache fast erledigt sei und sie nun auf dem Weg zu Bill sei, um ihn umzubringen.
Woody Allen setzt das Durchbrechen der Vierten Wand in vielen seiner Filme ein: In Die letzte Nacht des Boris Gruschenko erzählt die Titelfigur aus dem Off ihre Lebensgeschichte, und Boris (Allen) blickt den Zuschauer mehrmals direkt an, um das Geschehen zu kommentieren. Am Ende des Films gibt es einen Monolog Boris’, der sich direkt an den Zuschauer richtet. Auch Der Stadtneurotiker beginnt mit einem an den Zuschauer gerichteten Monolog Allens; im weiteren Verlauf des Films spricht Alvy Singer (Allen) direkt zum Zuschauer („Wenn’s doch einmal im Leben so im Leben wäre!“). In Whatever Works – Liebe sich wer kann spricht Boris Yellnikoff (Larry David) zum Kinopublikum, was von den anderen Figuren des Films als Paranoia angesehen wird. In der Musikkomödie Wayne’s World von 1992 durchbrechen die beiden Hauptfiguren Wayne Campbell und Garth Algar in mehreren Szenen die vierte Wand, um dem Zuschauer ihre Meinung über die Geschehnisse zu schildern. Am Ende des Spielfilms Die Trapp-Familie in Amerika von 1958 richtet die Mutter Baronin Maria Trapp, verkörpert von Schauspielerin Ruth Leuwerik, nachdem der Kinderchor das Volkslied Kein schöner Land in dieser Zeit gesungen hat, ihren Blick in die Kamera und verabschiedet sich mit den Worten Auf Wiedersehen!.

### Comic

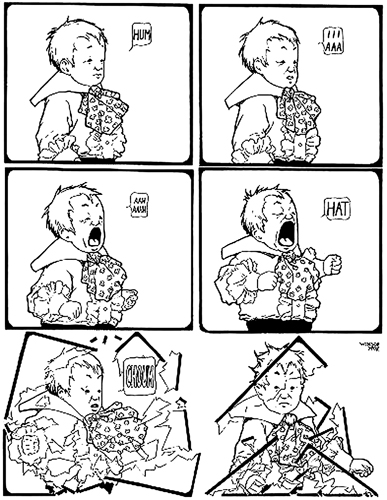
Eine Seite von Little Sammy Sneeze (1904–1906), einer Serie von Winsor McCay, einem der ersten Comiczeichner, der bewusst mit den Begrenzungen seines Mediums spielte; hier: Durchbrechen der vierten Wand durch Einbeziehung der Panelrahmung in die Handlung

Im Comic kann die vierte Wand in mehrfacher Weise durchbrochen werden:
- Zum einen können die Figuren – ähnlich wie im Theater – den Rahmen der Handlung verlassen und sich direkt an den/die Leser/Betrachter wenden.
- Zum anderen können auch die Elemente des Mediums selbst direkt in die fiktionale Realität eingreifen. Denkbare Beispiele hierfür sind etwa das Durchbrechen der (üblicherweise als imaginäre Schranke zwischen Figuren und Leser dienenden) Panel bzw. Gutter durch

- strukturierende Bildelemente,
- die (gezeichnete) Hand oder Person des Zeichners, oder
- ins Papier des Comics eingebettete spiegelnde Materialien, durch die sich der Betrachter selbst im Interieur der Handlung wiederfinden kann.

Beispiele
- Die zusammenbrechende Panel-Begrenzung von Winsor McCays Little Sammy Sneeze (siehe nebenstehendes Bild) fällt auf dessen Protagonisten, nachdem sein Niesen die Trennlinie zwischen Comicfigur und Betrachter, sozusagen die vierte Wand, zum Einsturz gebracht hat.
- Das Cover zur Ausgabe 31 des Superheldencomics The Sensational She-Hulk vom September 1991 zeigt dessen Autor John Byrne im metafiktionalen Dialog mit der Herausgeberin Renée Witterstaetter, eingebettet in eine fiktive Handlung (Die Comicfigur She-Hulk entführt den lässig über ihre Schulter geworfenen John Byrne). Mit der Grenze zwischen Realität und Fiktion wird hier zugleich im metaphorischen Sinne die vierte Wand aufgehoben.
- Die Figur Deadpool der Marvel Comics wendet sich häufig an den Leser und versorgt diesen zum Beispiel mit Hintergrundinformationen. Außerdem erwähnt er häufiger Autoren und Zeichner, beispielsweise wenn diese für den Tod einer Figur verantwortlich sind. Als er einmal von Captain America halluziniert: „Schwindler, den hat Ed (McGuinness) getötet! Zeig den Ausweis!“
- Die Figur im untenstehenden Comic Strip wendet sich direkt an den Leser/Betrachter und durchbricht so die vierte Wand.

- Im Comic Der Ursprung (L'Origine) des französischen Zeichners Marc-Antoine Mathieu findet der Protagonist, der Ministerialbeamte Acquefacques, Blätter des Comicalbums, das seine eigene Geschichte in Vergangenheit und Zukunft erzählt. Er stößt auf das Phänomen eines „schwarzen Loches“, einer real vorhandenen Durchbrechung eines Blattes der Comicerzählung. Es stellt sich heraus, dass die zweidimensionale Welt, in der er und seine Mitmenschen leben, nur fiktiv ist und in einer anderen, dreidimensionalen Welt entsteht.

Einige der Techniken im Comic zum Durchbrechen der vierten Wand lassen sich problemlos auf den Zeichentrickfilm übertragen.

## Soziale Bedeutung
Im übertragenen Sinn, über das Theater hinaus, bezeichnet die vierte Wand eine bürgerliche Realitätsvorstellung, die im 18. Jahrhundert aufkam und die Erving Goffman in seinen Werken Interaction Ritual (1967) und Frame Analysis (1974) ins 20. Jahrhundert weiterverfolgt hat. Sie ist in der Soziologie häufig thematisiert worden.
Eine vierte Wand zeigt sich etwa in Situationen, wo dem planmäßig Ablaufenden eine größere Wirklichkeit zugestanden wird als dem Offensichtlichen: Die bloße Beobachtung von Unfällen oder Gewalttaten in der Öffentlichkeit ohne Einschreiten gibt ihnen etwas ähnlich Fiktives wie Theateraufführungen, Bildern in Zeitungen oder auf Monitoren und ermöglicht eine Einfühlung aus der Distanz heraus. Die vierte Wand ist in diesem Zusammenhang als „Instanz der Disziplinierung des Sehens“ beschrieben worden. Das Offensichtliche, aber Außerplanmäßige wird auf diese Weise ausgegrenzt aus einer Wunschwelt, in der Ordnung herrschen soll und die aufgrund ihrer Unwirklichkeit sehr verletzlich ist (vgl. Hans Christian Andersens Des Kaisers neue Kleider). Gegen dieses Verhalten wandte sich etwa Augusto Boal mit seinem „Theater der Unterdrückten“.
Neue Medien schaffen Möglichkeiten einer „Einfühlung bei der gestiegenen Distanz“, zu der die Vierte Wand Voraussetzung ist.